# Scelloides raptorius
Scelloides raptorius är en tvåvingeart som beskrevs av Octave Parent 1933. Scelloides raptorius ingår i släktet Scelloides och familjen styltflugor. Inga underarter finns listade i Catalogue of Life.